# 科拉 (上卢瓦尔省)
科拉（法語：Collat，法語發音：[kɔla]）是法国上卢瓦尔省的一个市镇，属于布里尤德区。

## 地理
科拉（45°14'37"N, 3°36'41"E）面积10.22 平方千米，位于法国奥弗涅-罗讷-阿尔卑斯大区上盧瓦爾省，该省份为法国中南部省份，北起多姆山省和卢瓦尔省，西接康塔爾省，南至洛泽尔省，东临阿尔代什省。
与科拉接壤的市镇（或旧市镇、城区）包括：拉沙佩勒贝尔坦、沙萨涅、若萨、蒙克拉尔、圣玛格丽特、瑟努伊尔河畔圣帕勒、圣普雷热阿尔芒东。
科拉的时区为UTC+01:00、UTC+02:00（夏令时）。

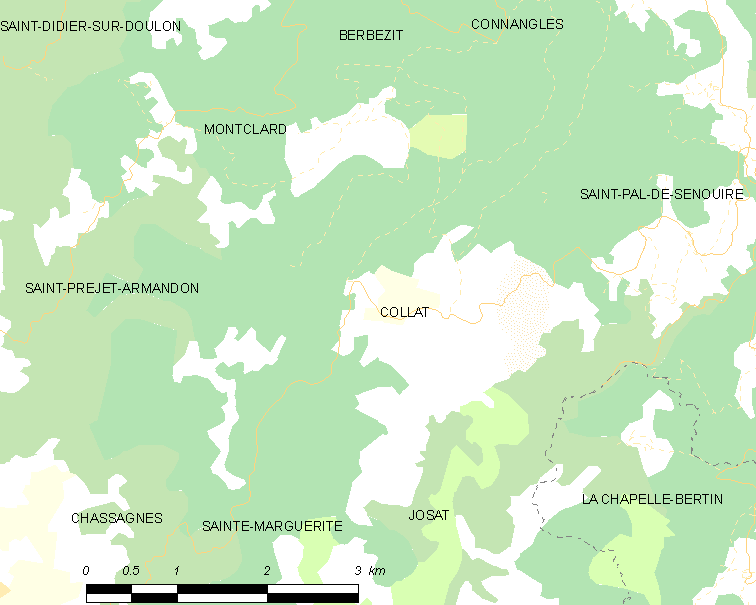
科拉的OSM定位图

## 行政
科拉的邮政编码为43230，INSEE市镇编码为43075。

## 政治
科拉所属的省级选区为拉法耶特地区县。

## 人口

1962-2008年间科拉人口变化图示

科拉于2022年1月1日时的人口数量为74人。